# Milavčići
Milavčići (en serbe cyrillique : Милавчиђи) est un village de Serbie situé sur le territoire de la ville de Kraljevo, district de Raška. Au recensement de 2011, il comptait 379 habitants.

## Démographie
| 1948 | 1953 | 1961 | 1971 | 1981 | 1991 | 2002 | 2011 |
| ---- | ---- | ---- | ---- | ---- | ---- | ---- | ---- |
| 550  | 589  | 609  | 533  | 534  | 473  | 432  | 379  |

|  |